# Geleira Lucas
A Geleira Lucas (54° 04′ S, 37° 18′ O) é uma geleira que flui de norte para a Baía das Ilhas, Geórgia do Sul, perto oeste do Cabo Luck. Delineada em 1912-13 por Robert Cushman Murphy, naturalista americano a bordo do brigue Daisy, que a batizou com o nome de Frederic Augustus Lucas, Diretor do Museu Americano de História Natural naquela época.
 Este artigo incorpora material em domínio público  de United States Geological Survey   , documento "Geleira Lucas" (conteúdo do Geographic Names Information System).